# Tweede Kamerverkiezingen 1850
De Tweede Kamerverkiezingen 1850 waren algemene verkiezingen voor de Nederlandse Tweede Kamer. Na ontbinding van de Tweede Kamer werden op 27 augustus 1850 verkiezingen gehouden voor alle 68 zetels. 
Na de grondwetsherziening van 1848 werden de leden van de Tweede Kamer rechtstreeks gekozen door de kiesgerechtigde bevolking. Een in 1850 opgestelde Kieswet regelde de details van de verkiezing.
De indeling van de kiesdistricten zoals die als tijdelijke maatregel was ingevoerd voor de verkiezingen van 1848 werd sterk gewijzigd. Een groot aantal van de 68 enkelvoudige kiesdistricten werd opgeheven of omgezet in een meervoudig kiesdistrict. Elk lid had vier jaar zitting, en elke twee jaar was de helft van het aantal leden aftredend.
Nederland was verdeeld in 38 kiesdistricten, waarin 68 leden van de Tweede Kamer gekozen werden. Een kiezer bracht evenveel stemmen uit als er afgevaardigden in zijn kiesdistrict gekozen werden. Om gekozen te worden moest een kandidaat minimaal de districtskiesdrempel behalen. Indien nodig werd een tweede verkiezingsronde gehouden tussen de twee hoogstgeplaatste (niet-drect gekozen) kandidaten uit de eerste ronde. Deze tweede ronde werd gehouden op 11 september 1850.

## Uitslag

### Opkomst
|                  | 1848   | 1848      | 1850   | 1850  |
| # stemmen        | %      | # stemmen | %      |       |
| ---------------- | ------ | --------- | ------ | ----- |
| Kiesgerechtigden | 55.728 |           | 82.249 |       |
| Niet opgekomen   | 10.923 | 19,60     | 26.670 | 32,43 |
| Opkomst          | 44.805 | 80,40     | 55.579 | 67,57 |

### Verkiezingsuitslag naar groepering
| Groepering                | zetels | zetels | zetels |
| Groepering                | 1848   | 1850   | +/−    |
| ------------------------- | ------ | ------ | ------ |
| thorbeckianen             | 20/21  | 22     | +1     |
| liberalen                 | 19     | 18     | −1     |
| conservatieven            | 5      | 8      | +3     |
| conservatief-liberalen    | 9      | 7      | −2     |
| conservatief-katholieken  | 5      | 5      | -      |
| gematigde liberalen       | 8/7    | 4      | −3     |
| antirevolutionairen       | 1      | 3      | +2     |
| conservatief-protestanten | -      | 1      | +1     |
| separatisten              | 1/0    | -      | -      |
| vacature                  | -/1    | -      | −1     |
| Totaal                    | 68     | 68     | 0      |

## Formatie
Het kabinet was vóór deze verkiezingen niet afgetreden, omdat het doel van de verkiezingen uitsluitend was de recent ingevoerde Kieswet te effectueren. Gezien de uitslag van de verkiezingen kon het kabinet aanblijven.
*1848 · *1850 · **1852 · *1853 · **1854 · **1856 · **1858 · **1860 · **1862 · **1864 · **1866 (I) · *1866 (II) · *1868 · **1869 · **1871 · **1873 · **1875 · **1877 · **1879 · **1881 · **1883 · *1884 · *1886 · *1887 · *1888 · 1891 · *1894 · 1897 · 1901 · 1905 · 1909 · 1913 · *1917 · *1918 · 1922 · 1925 · 1929 · *1933 · 1937 · *1946 · *1948 · 1952 · 1956 · *1959 · 1963 · *1967 · 1971 · *1972 · 1977 · 1981 · *1982 · 1986 · *1989 · 1994 · 1998 · 2002 · *2003 · *2006 · *2010 · *2012 · 2017 · 2021 · *2023
* Algemene verkiezingen in verband met (vervroegde) ontbinding van de Tweede Kamer
** Periodieke verkiezingen in verband met het einde van de zittingstermijn van de helft van de Tweede Kamerleden